# John Betjeman

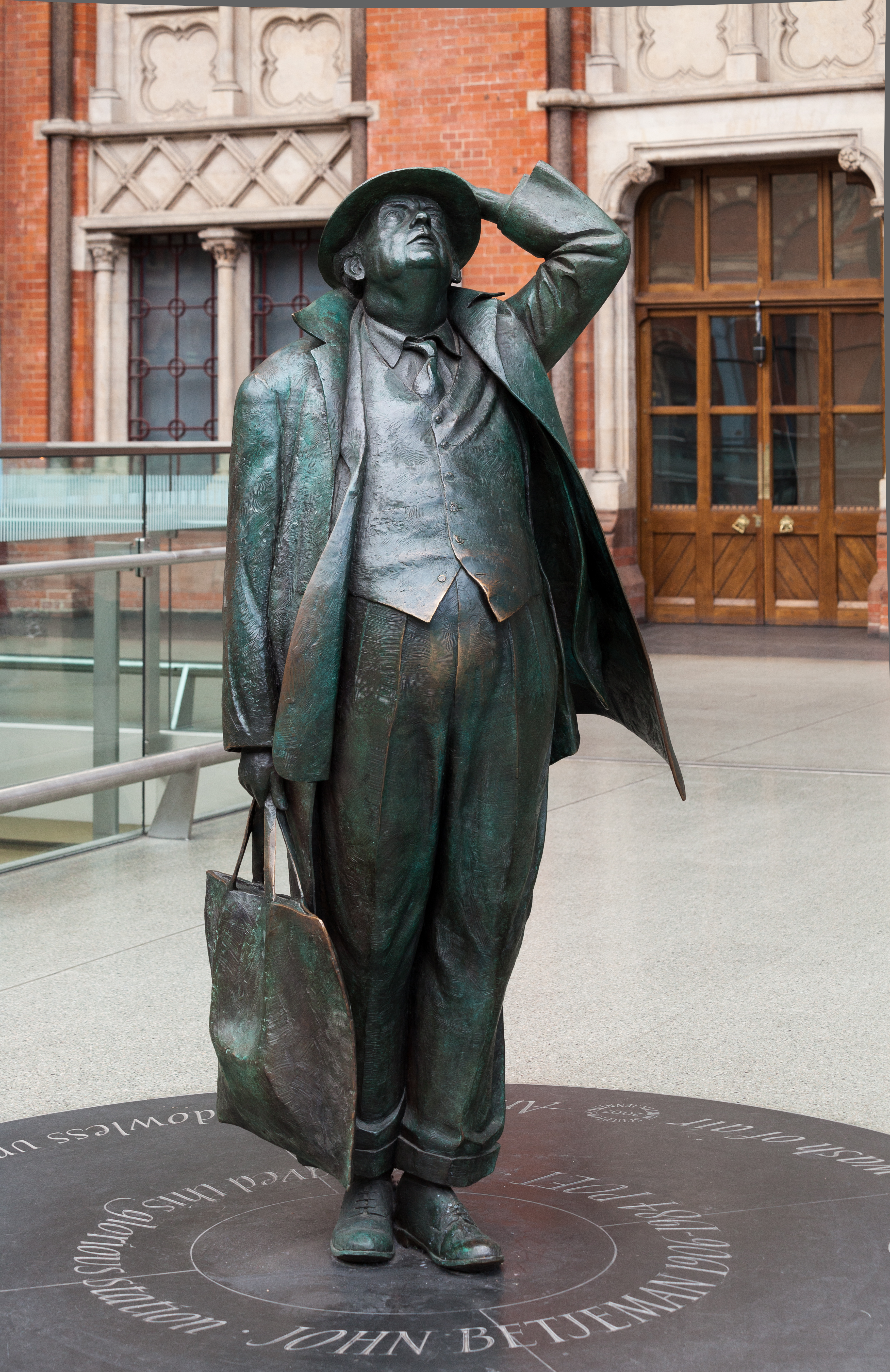
John Betjeman, St Pancras Station, Londyn

John Betjeman, (ur. 28 sierpnia 1906 w Londynie, zm. 19 maja 1984) – angielski poeta, eseista, krytyk literacki oraz krytyk sztuki.
W dowcipnych wierszach krytykował tradycyjną angielską mentalność, ale równocześnie z sentymentem mówił o dawnej Anglii. W 1933 opublikował eseje poświęcone architekturze wiktoriańskiej i edwardiańskiej (In Ghastly Good Taste). Jest autorem wierszowanej autobiografii: „Summoned by Bells” (1960). Otrzymał tytuł szlachecki (1969) i tytuł poeta laureatus (1972).